# Sandfell (berg i Island, Austurland, lat 64,92, long -15,79)
Sandfell är ett berg i republiken Island. Det ligger i regionen Austurland, 300 km öster om huvudstaden Reykjavík. Toppen på Sandfell är 678 meter över havet. Berget utgör tidvis en ö i kraftverksdammen vid Hafrahvammagljúfur.
Trakten runt Sandfell är nära nog obefolkad, med mindre än två invånare per kvadratkilometer. Det finns inga samhällen i närheten. Trakten runt Sandfell består i huvudsak av gräsmarker.